# Seznam chráněných území v okrese Ružomberok
Toto je seznam chráněných území v okrese Ružomberok aktuální k roku 2017, ve kterém jsou uvedena chráněná území v oblasti okresu Ružomberok.
| Kód  | Obrázek                               | Typ | Název                       | Rozloha (ha) | Galerie Commons                                               | Popis území | Souřadnice                       |
| ---- | ------------------------------------- | --- | --------------------------- | ------------ | ------------------------------------------------------------- | ----------- | -------------------------------- |
| 211  | Travertíny v Bešeňové                 | PP  | Bešeňovské travertíny       | 0,7323       | Kategorie „Bešeňovské travertíny“ na Wikimedia Commons        |             | 49°6′23″ s. š., 19°26′15″ v. d.  |
| 223  | Brankovský vodopád v létě             | NPP | Brankovský vodopád          | —            | Kategorie „Brankovský vodopád“ na Wikimedia Commons           |             | 48°59′19″ s. š., 19°18′14″ v. d. |
| 454  |                                       | PP  | Bukovinka                   | 1,80         |                                                               |             |                                  |
| 242  | PP Dogerské skaly                     | PP  | Dogerské skaly              | 0,1690       | Kategorie „Dogerské skaly“ na Wikimedia Commons               |             | 49°1′42″ s. š., 19°17′20″ v. d.  |
| 275  | Veľký Choč                            | NPR | Choč                        | 1 428,05     |                                                               |             | 49°8′28″ s. š., 19°19′48″ v. d.  |
| 276  |                                       | PR  | Ivachnovský luh             | 10,04        |                                                               |             |                                  |
| 287  | Jazierske travertíny                  | PP  | Jazierske travertíny        | 2,22         | Kategorie „Jazierske travertíny“ na Wikimedia Commons         |             | 49°1′7″ s. š., 19°17′8″ v. d.    |
| 312  |                                       | PR  | Korbeľka                    | 86,16        |                                                               |             |                                  |
| 834  | Kozí chrbát                           | PR  | Kozí chrbát                 | 37,43        | Kategorie „Kozí chrbát (nature reserve)“ na Wikimedia Commons |             | 48°51′42″ s. š., 19°17′31″ v. d. |
| 325  | Krkavá skala                          | PP  | Krkavá skala                | 0,2619       | Kategorie „Krkavá skala“ na Wikimedia Commons                 |             | 49°2′54″ s. š., 19°17′18″ v. d.  |
| 327  |                                       | PR  | Kunovo                      | 11,92        |                                                               |             |                                  |
| 333  |                                       | NPP | Liskovská jeskyně           | —            |                                                               |             |                                  |
| 455  |                                       | PP  | Lúčanské travertíny         | 2,9277       |                                                               |             |                                  |
| 334  | Lúčanský vodopád                      | NPP | Lúčanský vodopád            | —            | Kategorie „Lúčanský vodopád“ na Wikimedia Commons             |             | 49°7′50″ s. š., 19°24′11″ v. d.  |
| 350  |                                       | PP  | Matejkovský kamenný prúd    | 8,60         |                                                               |             |                                  |
| 352  |                                       | PP  | Meandre Lúžňanky            | 1,7426       |                                                               |             |                                  |
| 839  | Bublající sírový jezírko              | PR  | Močiar                      | 8,1578       | Kategorie „Močiar (nature reserve)“ na Wikimedia Commons      |             | 49°9′15″ s. š., 19°9′4″ v. d.    |
| 362  |                                       | PR  | Mohylky                     | 0,7481       |                                                               |             |                                  |
| 1034 | Rieka Orava                           | CHA | Rieka Orava                 | 441,7463     | Kategorie „Orava River“ na Wikimedia Commons                  |             | 49°10′53″ s. š., 19°9′49″ v. d.  |
| 406  |                                       | PP  | Rojkovská travertínová kopa | 0,0144       |                                                               |             |                                  |
| 429  |                                       | PR  | Rojkovské rašelinisko       | 2,8807       |                                                               |             |                                  |
| 412  | vrchol Salatínu                       | NPR | Salatín                     | 1 192,99     | Kategorie „Salatín“ na Wikimedia Commons                      |             | 49°12′48″ s. š., 19°41′8″ v. d.  |
| 419  |                                       | PP  | Skalná päsť                 | 0,0015       |                                                               |             |                                  |
| 421  | Sliačské travertíny pri Vyšnom Sliači | PR  | Sliačske travertíny         | 7,0162       | Kategorie „Sliačske travertíny“ na Wikimedia Commons          |             | 49°3′21″ s. š., 19°24′59″ v. d.  |
| 441  | Šíp při pohledu od Rojkova            | NPR | Šíp                         | 301,52       | Kategorie „Šíp (Veľká Fatra)“ na Wikimedia Commons            |             | 49°9′48″ s. š., 19°10′40″ v. d.  |
| 846  |                                       | PR  | Turícke dubiny              | 19,02        |                                                               |             |                                  |
| 475  |                                       | PP  | Vlčia skala                 | 1,49         |                                                               |             |                                  |

## Zrušená chráněná území
| Kód  | Obrázek             | Typ | Název                                   | Rozloha (ha) | Galerie Commons                                           | Popis území                                                                                | Souřadnice                       |
| ---- | ------------------- | --- | --------------------------------------- | ------------ | --------------------------------------------------------- | ------------------------------------------------------------------------------------------ | -------------------------------- |
| 262  | Blatné              | PP  | Blatné                                  | 4,29         |                                                           |                                                                                            | 49°0′9″ s. š., 19°9′47″ v. d.    |
| 238  | Cierny kamen        | NPR | Čierny kameň                            | 34,40        | Kategorie „Čierny kameň“ na Wikimedia Commons             |                                                                                            | 48°56′6″ s. š., 19°8′40″ v. d.   |
| 373  |                     | CHA | Háj pred Teplou dolinou                 | 0,20         |                                                           |                                                                                            |                                  |
| 278  | Jánošíkova kolkáreň | NPR | Jánošíkova kolkáreň                     | 243,37       | Kategorie „Jánošíkova kolkáreň“ na Wikimedia Commons      |                                                                                            | 49°0′48″ s. š., 19°12′10″ v. d.  |
| 313  |                     | NPR | Kornietová                              | 84,05        |                                                           |                                                                                            |                                  |
| 326  |                     | NPR | Kundračka                               | 115,79       |                                                           |                                                                                            |                                  |
| 1290 |                     | PR  | Pralesy Slovenska – Čierny kameň        | 140,95       |                                                           | Existovala v letech 2021–2023. Po zrušení byla začleněna do zón národní parku Velká Fatra. | 48°57′3″ s. š., 19°9′11″ v. d.   |
| 1303 |                     | PR  | Pralesy Slovenska – Jánošíkova kolkáreň | 48,94        |                                                           | Existovala v letech 2021–2023. Po zrušení byla začleněna do zón národní parku Velká Fatra. | 49°1′6″ s. š., 19°12′8″ v. d.    |
| 1305 |                     | PR  | Pralesy Slovenska – Jarabinská          | 78,8         |                                                           | Existovala v letech 2021–2023. Po zrušení byla začleněna do zón národní parku Velká Fatra. | 48°59′56″ s. š., 19°7′21″ v. d.  |
| 1346 |                     | PR  | Pralesy Slovenska – Maďarovo            | 38,68        |                                                           | Existovala v letech 2021–2023. Po zrušení byla začleněna do zón národní parku Velká Fatra. | 49°2′29″ s. š., 19°12′5″ v. d.   |
| 1318 |                     | PR  | Pralesy Slovenska – Magurka             | 10,01        |                                                           | Existovala v letech 2021–2023. Po zrušení byla začleněna do zón národní parku Velká Fatra. | 49°4′1″ s. š., 19°12′8″ v. d.    |
| 1319 |                     | PR  | Pralesy Slovenska – Malá Smrekovica     | 72,5         |                                                           | Existovala v letech 2021–2023. Po zrušení byla začleněna do zón národní parku Velká Fatra. | 48°59′55″ s. š., 19°11′45″ v. d. |
| 1328 |                     | PR  | Pralesy Slovenska – Raková              | 150,0        |                                                           | Existovala v letech 2021–2023. Po zrušení byla začleněna do zón národní parku Velká Fatra. | 49°2′59″ s. š., 19°7′16″ v. d.   |
| 1333 |                     | PR  | Pralesy Slovenska – Skalná Alpa         | 314,75       |                                                           | Existovala v letech 2021–2023. Po zrušení byla začleněna do zón národní parku Velká Fatra. | 48°59′32″ s. š., 19°9′21″ v. d.  |
| 1345 |                     | PR  | Pralesy Slovenska – Tanečnica           | 18,06        |                                                           | Existovala v letech 2021–2023. Po zrušení byla začleněna do zón národní parku Velká Fatra. | 48°58′9″ s. š., 19°11′41″ v. d.  |
| 392  |                     | PP  | Prielom Teplého potoka                  | 20,94        |                                                           |                                                                                            |                                  |
| 372  |                     | CHA | Liptovskoosadský háj                    | 2,5          |                                                           | Zrušena k 1. březnu 2004, protože zanikl předmět ochrany                                   |                                  |
| 356  |                     | PR  | Mierový háj                             | 4,5          |                                                           | Zrušena k 1. březnu 2004, protože zanikl předmět ochrany                                   |                                  |
| 1115 |                     | CHA | Revúca                                  | 39,2192      |                                                           |                                                                                            |                                  |
| 410  |                     | NPR | Rumbáre                                 | 51,59        |                                                           |                                                                                            |                                  |
| 418  | Skalná Alpa         | NPR | Skalná Alpa                             | 524,55       | Kategorie „Skalná Alpa“ na Wikimedia Commons              |                                                                                            | 48°58′58″ s. š., 19°11′28″ v. d. |
| 1207 |                     | PR  | Smrekovica                              | 234,75       |                                                           |                                                                                            |                                  |
| 456  |                     | PP  | Strž                                    | 0,28         |                                                           | Zrušena k 1. lednu 2005, protože zanikl předmět ochrany                                    |                                  |
| 436  | Suchý vrch          | NPR | Suchý vrch                              | 288,74       | Kategorie „Suchý vrch (Veľká Fatra)“ na Wikimedia Commons |                                                                                            | 48°54′33″ s. š., 19°5′27″ v. d.  |
| 491  |                     | PP  | Žiar                                    | 2,0          |                                                           | Zrušena k 1. lednu 2005, protože zanikl předmět ochrany                                    |                                  |